# Chicago Bulls
Los Chicago Bulls (en español: Toros de Chicago) son un equipo profesional de baloncesto de los Estados Unidos con sede en Chicago, Illinois. Compiten en la División Central de la Conferencia Este de la National Basketball Association (NBA) y disputan sus partidos como locales en el United Center.
Fundado en 1966, es el tercer equipo profesional con sede en esta ciudad, tras Chicago Packers/Zephyrs y Chicago Stags, equipo que participó en los años 1940 en la BAA, antigua denominación de la liga profesional norteamericana de baloncesto.
Su jugador más emblemático ha sido Michael Jordan, considerado por muchos el mejor jugador de baloncesto de la historia.

## Historia

### 1966-1984: fundación y primeros años

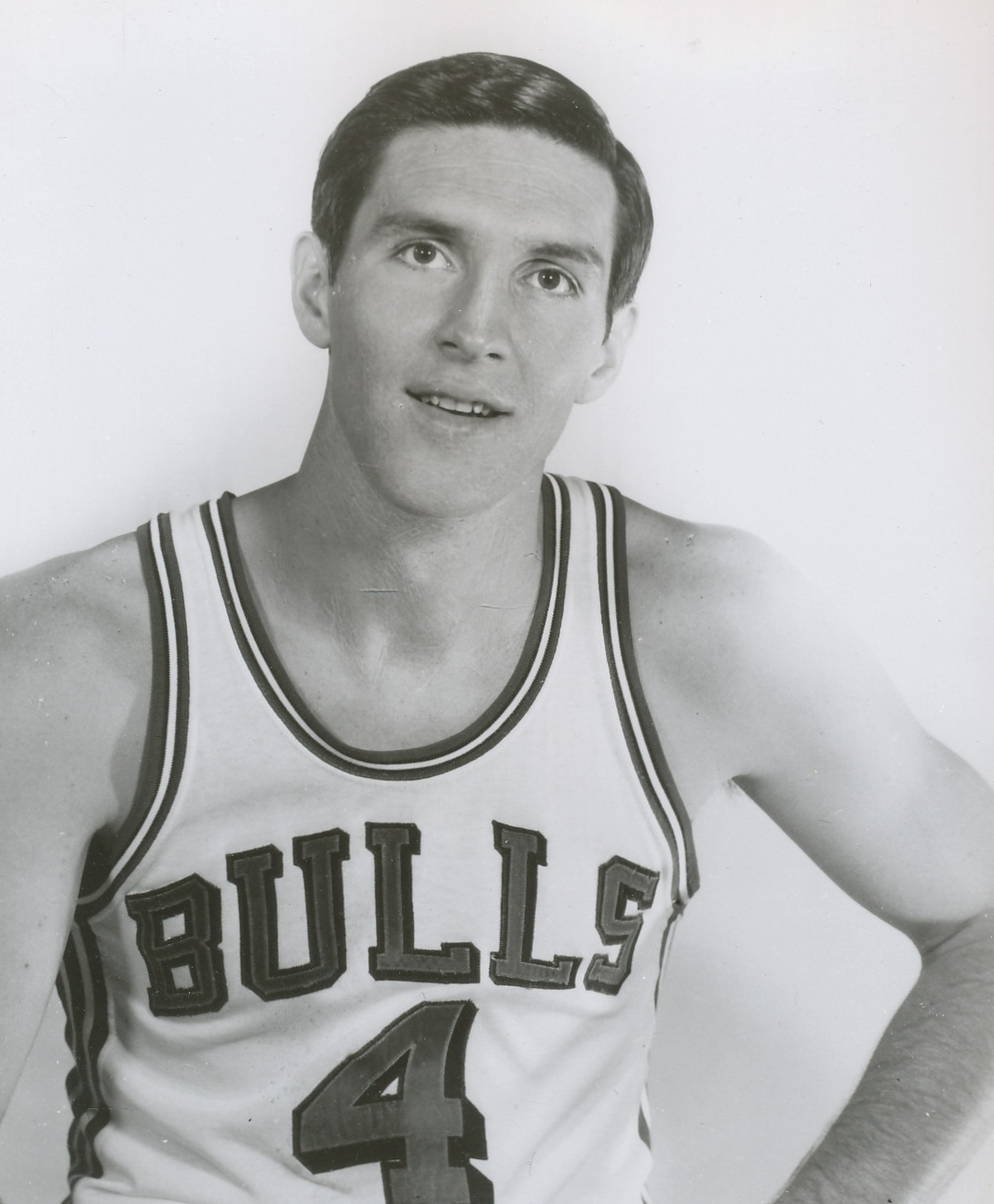
Jerry Sloan, una de las primeras figuras de la franquicia.

Chicago Bulls es la tercera franquicia formada en Chicago, después de los Packers/Zephyrs (actualmente Washington Wizards) y los Stags (1946-1950). El equipo comenzó su trayectoria en la NBA en la temporada 1966-67, e inmediatamente se mostraron como el mejor equipo proveniente de un draft de expansión, logrando clasificarse para los playoffs. Sus dos primeras temporadas las disputaron en el International Amphitheatre, antes de trasladarse al Chicago Stadium. Durante los siguientes años, los Bulls intentaron configurar un equipo que fuera competitivo, aunque no lograron en esa época destacar. Durante los años 70, eran conocidos como un equipo rudo, batallador, con una gran mentalidad defensiva. La base del equipo la conformaban un duro defensor como Jerry Sloan, los aleros Bob Love y Chet Walker, el base anotador Norm Van Lier y los pívots Clifford Ray y Tom Boerwinkle. Sin embargo, el equipo solamente consiguió un título de división, y no consiguió alcanzar las Finales de la NBA.
A finales de los 70 y principios de los 80 el equipo tocó fondo. Solo consiguió clasificarse para los playoffs en una ocasión en 7 temporadas. En 1979, una moneda pudo haber cambiado el signo de la historia. Los Bulls se jugaron a cara o cruz la primera elección en el Draft de la NBA de 1979 ante Los Angeles Lakers. El General Manager de Chicago, Rod Thorn, pidió "cara"...y salió "cruz". Los Lakers eligieron a Magic Johnson, mientras que los Bulls tuvieron que conformarse con David Greenwood en la segunda elección.
Artis Gilmore adquirido en el draft de dispersión de la ABA de 1976, lideraba al equipo, que se reforzó con el base Reggie Theus y el alero Orlando Woolridge, pero ni aun así eran capaces de ofrecer a sus aficionados unos buenos resultados. Como consecuencia de ello, la directiva de los Bulls decidió dar un giro a su gestión, comenzando por traspasar a Theus a Kansas City Kings durante la temporada 1983-84.

### 1984-1998: la era de Michael Jordan

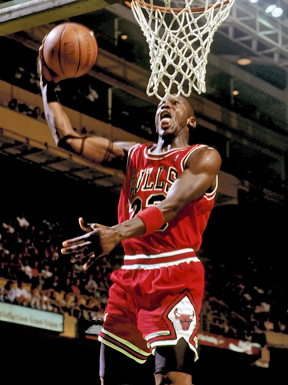
Michael Jordan, gran referente histórico de la franquicia.

En el verano de 1984 la fortuna del equipo cambió cuando obtuvieron la tercera elección del Draft de 1984, tras Houston y Portland. Los Rockets eligieron a Hakeem Olajuwon, mientras que los Blazers elegían a Sam Bowie, dejando en bandeja de plata a los Bulls la elección del escolta de la Universidad de Carolina, Michael Jordan. Los nuevos propietarios del equipo decidieron reconstruir el equipo tomando como punto de referencia al novato llamado a hacer historia en la NBA. Jordan acabó la temporada como tercer máximo anotador de la liga y cuarto en robos de balón, siendo elegido Rookie del Año y en el segundo mejor quinteto de la liga.
Antes de comenzar la siguiente temporada, los Bulls ficharon al base John Paxson, y eligieron en el draft al ala-pívot Charles Oakley, que junto con Jordan y el pívot Dave Corzine formarían la columna vertebral del ataque del equipo en las dos siguientes temporadas. Tras sufrir una rotura en el pie al comienzo de la temporada 1985-86, Jordan acabó como segundo máximo anotador del equipo tras Woolridge. Entraron como octavos y últimos clasificados en los playoffs, por lo que tuvieron que enfrentarse a los Boston Celtics liderados por Larry Bird, que venían de hacer una extraordinaria temporada regular (67 victorias por 15 derrotas). Aunque los Bulls fueron barridos en la eliminatoria por 3-0, Jordan se anotó uno de su larga lista de récords de la NBA, tras anotar 63 puntos en un partido de playoff, haciendo que Larry Bird declarara: "Esta noche, Dios se ha disfrazado de Michael Jordan".

En la temporada 1986-87 Jordan continuó su particular asalto al libro de los récords, liderando la liga con 37,1 puntos por partido y llegando a ser el primer Bull nombrado en el Mejor Quinteto de la NBA. A pesar de ello, los Bulls fueron de nuevo barridos por los Celtics en los playoffs. En el draft de 1987 eligieron en la octava posición al pívot Olden Polynice, y al ala-pívot Horace Grant en la décima. Pero en un movimiento brillante en los despachos, consiguieron enviar a Polynice a Seattle Supersonics a cambio de la quinta elección del draft, el alero Scottie Pippen.
Con Paxson y Jordan como hombres bajos, Brad Sellers y Oakley en los aleros, Corzine en el pívot, y los novatos Pippen y Grant saliendo del banquillo, los Bulls hicieron mucho más ruido en la temporada 1987-88, ganando 50 partidos en la fase regular, y llegando a las semifinales de la Conferencia Este, donde fueron batidos por los Detroit Pistons, (liga que acabarían ganando Los Angeles Lakers) en cinco partidos. Sin embargo, Jordan se llevó el premio de Jugador más Valioso de la NBA, el primero de los cinco que lograría a lo largo de su carrera.
La temporada 1988-89 estuvo marcada por el movimiento de jugadores. El popular alero Charles Oakley, que lideró la liga en rebotes en 1987 y 1988 fue traspasado a New York Knicks a cambio del veterano pívot Bill Cartwright y una opción en el draft, que aprovecharon para elegir al también pívot Will Perdue. El nuevo quinteto inicial quedó formado por Paxson, Jordan, Pippen, Grant y Cartwright, y le llevó un tiempo el terminar de acoplarse, obteniendo menos victorias en la fase regular que el año anterior. Sin embargo, llegaron a las Finales de Conferencia, cayendo de nuevo ante los futuros campeones, Detroit Pistons.
En la siguiente temporada Jordan lideró la liga en anotación por cuarto año consecutivo, llegando al All-Star Game por primera vez junto a Scottie Pippen. Se notó una mejoría en el juego cuando el entrenador Doug Collins fue reemplazado por su asistente, Phil Jackson. Además, se hicieron con el pívot Stacey King y el base B.J. Armstrong en el draft de 1989. Con esas incorporaciones, pero manteniendo el mismo quinteto del año anterior, los Bulls llegaron de nuevo a las Finales de Conferencia, cayendo por tercera vez consecutiva ante los Pistons.

#### Primer «Three-peat»

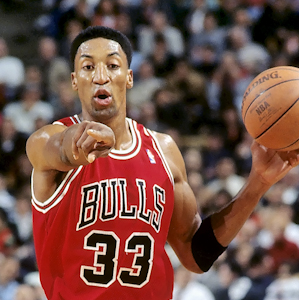
Scottie Pippen, pieza fundamental de los Bulls en los 90.

Ya no quedaban excusas al comienzo de la temporada 1990-91. Con los refuerzos obtenidos, la aspiración debía ser el título de la NBA. Consiguieron un récord de la franquicia al alcanzar las 61 victorias en la fase regular, barriendo en las Finales de Conferencia a los Pistons y cediendo un único partido ante los Lakers de Magic Johnson en las Finales. Jordan ganó el MVP tanto en la temporada regular como en las finales, consiguiendo además su quinto título consecutivo de mejor anotador de la liga.
Al año siguiente se repetiría la historia. Superaron el récord de victorias en la temporada regular, situándolo en 67. En la final se encontraron con Portland Trail Blazers, liderados por Clyde Drexler, a los que superaron en 6 partidos. De nuevo Jordan ganaría todos los títulos posibles, incluido el de mejor anotador.
En la temporada 1992-93 los Bulls consiguieron algo que ningún equipo había logrado desde los legendarios Celtics de los 60, ganando el título por tercer año consecutivo. Los rivales fueron los Suns del MVP de la temporada, Charles Barkley. Jordan fue de nuevo el mejor jugador de las finales, consiguiendo el récord de mejor promedio de puntos por partido en finales de NBA con 41. También igualó a Wilt Chamberlain al ganar su séptimo título de mejor anotador consecutivo.
Durante el verano, Jordan conmocionó al mundo del baloncesto y a la opinión pública en general al anunciar su retirada de las pistas, pocos meses después del asesinato de su padre. Los Bulls quedaron entonces liderados por Scottie Pippen, que se estableció entre los mejores jugadores de la liga tras ganar el MVP del All Star Game, y contó con la ayuda de Horace Grant y B.J. Armstrong, a los que había que añadir a Cartwright, Perdue, el base Pete Myers y el rookie croata Toni Kukoč. A pesar de una fantástica fase regular, con 55 victorias, fueron derrotados en la segunda ronda de los playoffs de la NBA 1994 por los New York Knicks.

#### Segundo «three-peat»
Los Bulls comenzaron la temporada 1994-95 diciendo adiós al que había sido su pabellón durante 27 años, el Chicago Stadium, trasladándose a su sede actual, el United Center. Ese año perdieron a Horace Grant y Scott Williams, que se convirtieron en agentes libres y a Bill Cartwright y John Paxson que se retiraron, pero ficharon a Ron Harper, que junto a Steve Kerr, adquirido el año anterior, y los pívots Luc Longley y Bill Wennington, ayudaron a reconstruir el equipo.
Sin embargo, la mejor noticia para los Bulls llegó el 17 de marzo de 1995, cuando Michael Jordan decidió regresar de su retiro. Y lo hizo de la mejor manera posible, anotando 55 puntos ante New York Knicks en su quinto partido tras su vuelta, y llevando a su equipo a los playoffs, donde tras ganar a los Hornets en primera ronda, fueron incapaces de superar al a la postre campeón de la Conferencia Este, Orlando Magic, con jugadores como Horace Grant, Anfernee Hardaway y Shaquille O'Neal, cayendo por 4 a 2.
Al año siguiente perdieron a B.J. Armstrong en el draft de expansión, pero a cambio lograron un trueque de jugadores con San Antonio Spurs que enviaba a Will Perdue a Texas a cambio del cuatro veces mejor reboteador de la liga, el polémico Dennis Rodman, antiguo miembro de los míticos Bad Boys de los Pistons. Con un cinco inicial con Harper, Jordan, Pippen, Rodman y Longley y con quizás el mejor banquillo de la liga, con jugadores como Kerr, Toni Kukoč, Wennington, Buechler y Randy Brown, los Bulls consiguieron pasar de un balance de 47 victorias y 35 derrotas del año anterior al récord de 72-10. Jordan ganó su octavo título de mejor anotador, Rodman el quinto consecutivo como mejor reboteador, y Kerr acabó segundo en porcentaje de tiros de 3. Jordan, además, se alzó con la Triple Corona al ganar el Most Valuable Player (NBA) de la liga regular, del All-Star Game y de las Finales. Krause fue elegido Ejecutivo del Año de la NBA, Jackson Entrenador del Año y Kukoc Mejor Sexto Hombre. Jordan y Pippen fueron elegidos en el mejor quinteto de la liga, y ambos junto a Rodman en el mejor quinteto defensivo, haciendo que los Bulls fueran el primer equipo de la historia en meter a tres jugadores en dicha categoría.
Además, la plantilla de ese año batió varios récords más, incluidos el de mejor balance en partidos fuera de casa (33 victorias, 8 derrotas), el mejor arranque liguero (41-3), la más larga serie de partidos ganados consecutivamente (44, 7 de la anterior temporada) y el mejor comienzo en casa (37-0). Fueron también el segundo mejor equipo de la historia en casa (39-2), solo por detrás de los Celtics de 1986, que consiguieron un 40-1. En las Finales ganaron a los Seattle Supersonics de Gary Payton y Shawn Kemp por 4-2, consiguiendo su cuarto anillo de campeones. El equipo de los Bulls de la temporada 1995-96 está considerado como uno de los 10 mejores de la historia de la NBA.
Los Bulls estuvieron cerca de repetir una campaña con 70 victorias al año siguiente, pero se quedaron a un triunfo de lograrlo tras perder los dos últimos partidos de la fase regular. El equipo volvió a dominar en casa con un 39-2 de balancey Jordan ganó su noveno título de máximo anotador, Rodman su sexto consecutivo en rebotes. Jordan, Pippen y Robert Parish, que jugó su última temporada en activo con los Bulls, fueron incluidos ese año entre los 50 mejores jugadores de la historia de la liga como parte de la celebración del 50 aniversario de la NBA.Tras arrasar de nuevo en los Playoffs, se plantaron en la final ante los Utah Jazz de John Stockton y Karl Malone, ganando su quinto título de la década.
La temporada 1997-98 estuvo marcada por la decisión de Jerry Krause de que esa fuera la última de Phil Jackson al frente del equipo. Los Bulls consiguieron lo que se denominó "repeat the three-peat" ganando 62 partidos de la liga regular y logrando imponerse en las Finales de la NBA de 1998 a Utah Jazz por 4-2. Jordan se hizo de nuevo con todos los títulos posibles a nivel individual, incluida su décima corona de máximo anotador, mientras Rodman se hacía con su séptimo título de mejor reboteador.

### 1998-2004: desmantelamiento y años difíciles
Tal y como estaba previsto, la temporada 1998-99 trajo consigo el final a la dinastía de los Bulls.Se confirmó la no continuidad de Phil Jackson como entrenador, que fue reemplazado por un técnico sin experiencia en la NBA como Tim Floyd, que había llevado un exitoso programa en Iowa State. Scottie Pippen fue traspasado a los Houston Rockets, Steve Kerr y Luc Longley abandonaron Chicago vía sign-and-trade y Dennis Rodman fue cortado. Finalmente, el 13 de enero de 1999 Michael Jordan anunció su retirada del baloncesto por segunda vez.
El nuevo quinteto de los Chicago Bulls quedó formado por el base Randy Brown, Ron Harper de escolta, Brent Barry de alero, Toni Kukoč en el ala-pívot y Bill Wennington como pívot. Kukoc lideró al equipo en puntos, rebotes y asistencias, pero el equipo solamente ganó 13 partidos en una campaña acortada a 50 debido al cierre patronal que se prolongó desde julio de 1998 hasta enero de 1999.
Tras un año desastroso, al fin una buena noticia llegaba a los Bulls: ganaron la lotería del draft y se hicieron con los derechos del ala-pívot Elton Brand. Tras perder a Harper, Brown, Wennington y Barry en la postemporada, Brand y su compañero el también rookie Ron Artest lideraron al equipo en esta temporada, sobre todo tras la grave lesión de Toni Kukoč que se perdió prácticamente toda la temporada. Brand promedió más de 20 puntos y 10 rebotes por partido, algo que no se veía en Chicago desde los tiempos de Artis Gilmore. Lideró a los rookies en puntos, rebotes, tapones, porcentaje de tiros de campo y minutos, mientras Artest hacía lo propio en robos de balón, además de terminar segundo máximo anotador del equipo. Todo ello conllevó que Brand fuera elegido co-Rookie del Año de la NBA junto a Steve Francis de Houston Rockets, y Artest fue elegido en el segundo mejor quinteto. A pesar de ello, el equipo acabó con un balance de 17 victorias por 65 derrotas, el segundo peor de su historia.
Tras un verano en el que tantearon a todos los agentes libres de calidad que había en el mercado, gente como Tim Duncan, Grant Hill, Tracy McGrady, Eddie Jones y Tim Thomas rechazaron incorporarse a los Bulls. Pudieron fichar, sin embargo, a Brad Miller y al base Ron Mercer, eligiendo en el Draft del 2000 a Marcus Fizer, y traspasando los derechos de Chris Mihm a Cleveland a cambio de los derechos del base Jamal Crawford. Brand volvió a liderar al equipo en puntos y rebotes, pasando de nuevo de 20 y 10 respectivamente, pero las nuevas adquisiciones fallaron, llevando al equipo al peor balance de victorias de su historia, con un 15-67.

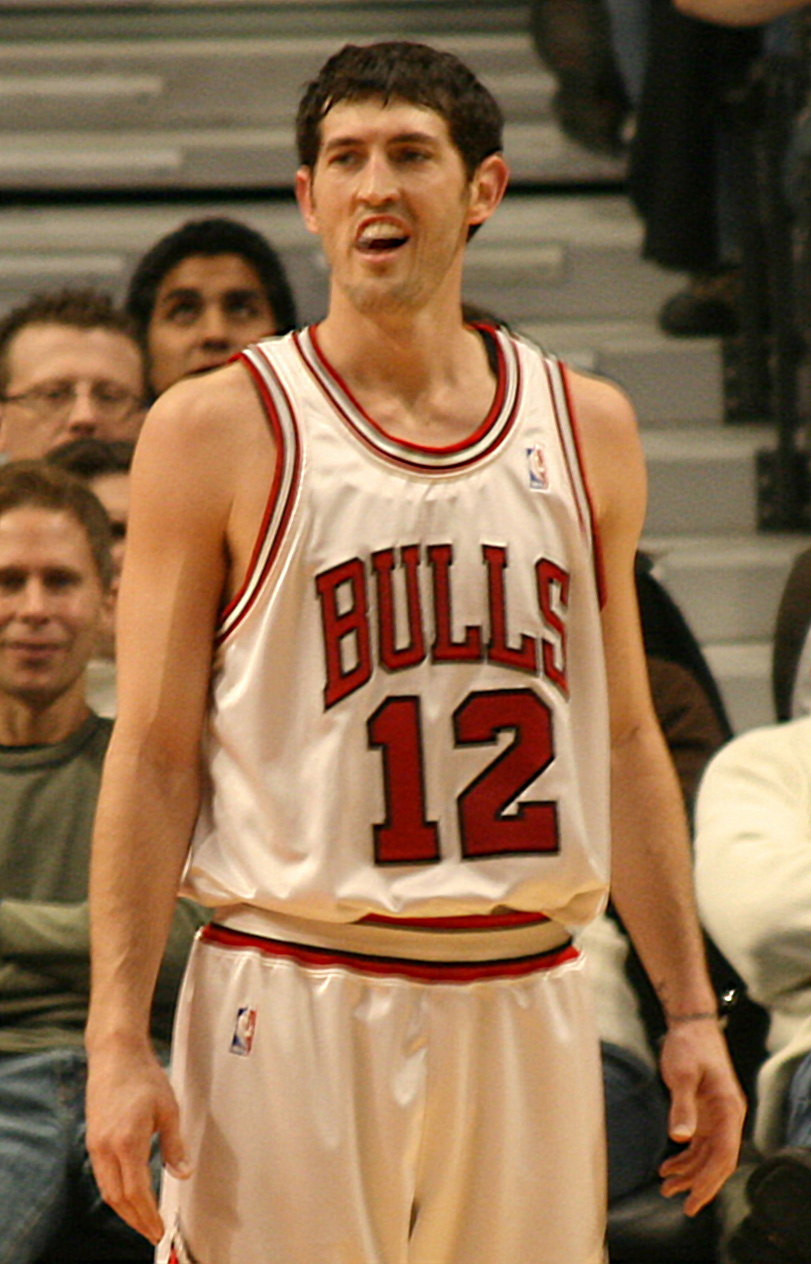
Kirk Hinrich, elegido en el draft de 2003.

Krause sorprendió a los aficionados el día que se celebró el Draft de la NBA de 2001, cuando traspasó a su jugador-franquicia Brand a cambio de la segunda elección del draft, Tyson Chandler, y eligiendo en la cuarta posición a Eddy Curry. No se esperaba demasiada contribución de ambos, aunque fuesen potenciales jugadores franquicia, ya que el equipo carecía de veteranos que lideraran al mismo. Mediada la temporada fueron traspasados los tres máximos anotadores del equipo, Mercer, Artest y Miller junto con Kevin Ollie a Indiana Pacers a cambio del veterano base Jalen Rose, Travis Best y Norman Richardson. También se produjo un cambio en el banquillo, siendo destituido Floyd y haciéndose cargo del grupo su asistente, el antiguo jugador de los Bulls Bill Cartwright. El equipo mejoró su balance de victorias, pasando de 15 a 21, aunque acabaron empatados por el último puesto de la liga.
Los Bulls afrontaron la temporada 2002-03 con optimismo. Eligieron a la estrella universitaria Jay Williams en la segunda posición del draft, que junto con Rose, Crawford, Fizer, el recién llegado Donyell Marshall, Curry, Chandler y el base Trenton Hassell formaron un equipo joven y con ganas que mejoraron los números del año anterior, situándose en las 30 victorias, en la primera temporada completa de Bill Cartwright como entrenador. Curry lideró la liga en porcentaje de tiros de campo, la primera vez desde la retirada de Jordan que un Bull acababa primero en una estadística principal de la liga.
Durante el verano de 2003, el muchos años General Manager del equipo Jerry Krause se retiró, dejando su puesto a John Paxson. Jay Williams, tras una prometedora temporada como rookie, sufrió un grave accidente de moto que lo alejó de las canchas durante más de 3 años. Paxson seleccionó en el draft de 2003 al base Kirk Hinrich, y firmó al veterano agente libre y antiguo jugador franquicia Scottie Pippen. Con todos estos mimbres, los Bulls esperaban que parte de la antigua magia de la época de los campeonatos regresara. Sin embargo no fue así. Varios lesionados y un comienzo de temporada por debajo del nivel que se esperaba hicieron que en diciembre fuera destituido Cartwright, siendo sustituido por Scott Skiles. La llegada de Antonio Davis procedente de los Toronto Raptors tampoco ayudó a que el equipo llegara a clasificarse para los playofss, acabando con 23 victorias y 59 derrotas.

### 2004-2008: resurgir
En la postemporada del 2004, Paxson traspasó los derechos de una elección en el Draft de la NBA de 2005 a Phoenix Suns a cambio de una elección en el del 2004. Usó ésta para hacerse con los servicios del escolta de la Universidad de Connecticut Ben Gordon y el alero de Duke Luol Deng en la primera ronda, y con el base Chris Duhon en la segunda. Además contrató al agente libre Andrés Nocioni, que acababa de ganar el oro en los Juegos Olímpicos con la selección de Argentina. Tras perder los nueve primeros partidos de la temporada, los Bulls empezaron a mostrar señales de mejora. Acabaron la liga regular con un balance de 47 victorias por 35 derrotas, siendo la tercera mejor marca de la Conferencia Este, accediendo 5 años después a los Playoffs de 2005, donde cayeron en primera ronda ante Washington Wizards por 4-2. Tras la finalización de la temporada, Gordon se convirtió en el primer rookie en ganar el premio al Mejor sexto hombre y el primer Bull en ganarlo desde 1996 cuando hizo lo propio Toni Kukoč.
Sin una importante presencia en los postes, los Bulls renquearon durante toda la temporada 2005-06. Pero en un gran final de liga regular, con un parcial de 12 victorias y 2 derrotas, lograron meterse en los Playoffs de 2006. Allí se encontrarían con Miami Heat. Después de dos apretados partidos en Florida que acabaron con derrota de los Bulls, éstos acabaron igualando la eliminatoria en Chicago. Sin embargo, dos nuevas derrotas los dejaron fuera de la lucha por el anillo de campeón. La inexperiencia de gran parte de la plantilla en partidos de postemporada fue la clave para no haber llegado más lejos.
En el Draft de 2006 los Bulls se hicieron con los derechos del ala-pívot LaMarcus Aldridge, que traspasaron inmediatamente a los Blazers a cambio de los aleros Tyrus Thomas y Viktor Khryapa. En una segunda maniobra, traspasaron a Rodney Carney a Philadelphia 76ers a cambio del base Thabo Sefolosha. Pasado el verano, contrataron al cuatro veces Mejor Defensor de la NBA Ben Wallace por 4 temporadas y 60 millones de dólares. Tras la firma de Wallace, traspasaron a Tyson Chandler, el único jugador que quedaba de la era Krause a New Orleans Hornets a cambio del veterano ala-pívot P.J. Brown y J.R. Smith, y con el dinero sobrante de la operación, sin llegar al límite salarial, firmaron al antiguo capitán de los Bulls Adrian Griffin.
La temporada 2006-07 comenzó con un desesperanzador 3-9, pero acabaron la liga regular con 49 victorias y 33 derrotas, la tercera mejor marca del Este. Volvieron a cruzarse con los Heat, el defensor del título logrado el año pasado, pero a diferencia de la temporada pasada, los Bulls barrieron a los de Miami por 4 a 0. Fue la primera serie de Playoffs ganada por los Bulls desde las Finales de 1998, la última temporada de Jordan.
En segunda ronda se encontraron con los Detroit Pistons, la primera vez que se encontraban con ellos en playoffs desde 1991. Los Pistons ganaron los tres primeros partidos y los Bulls ganaron los dos siguientes, pero en el sexto partido cayeron por 10 puntos de diferencia.
El comienzo de la temporada 2007-08 fue malo, perdiendo 10 de los primeros 12 partido, lo que hizo que Scott Skiles fuera destituido como entrenador el 24 de diciembre de 2007. Lo sustituyó interinamente Jim Boylan, con quien se mejoró ligeramente, pero no lo suficiente como para conseguir remontar el vuelo y alcanzar los playoffs. Cabe mencionar que durante esta temporada se produjeron continuas lesiones en los tres pilares de lo que habían sido los llamados "Baby Bulls", Gordon, Deng y Hinrich.

### 2008-2016: la era de Derrick Rose

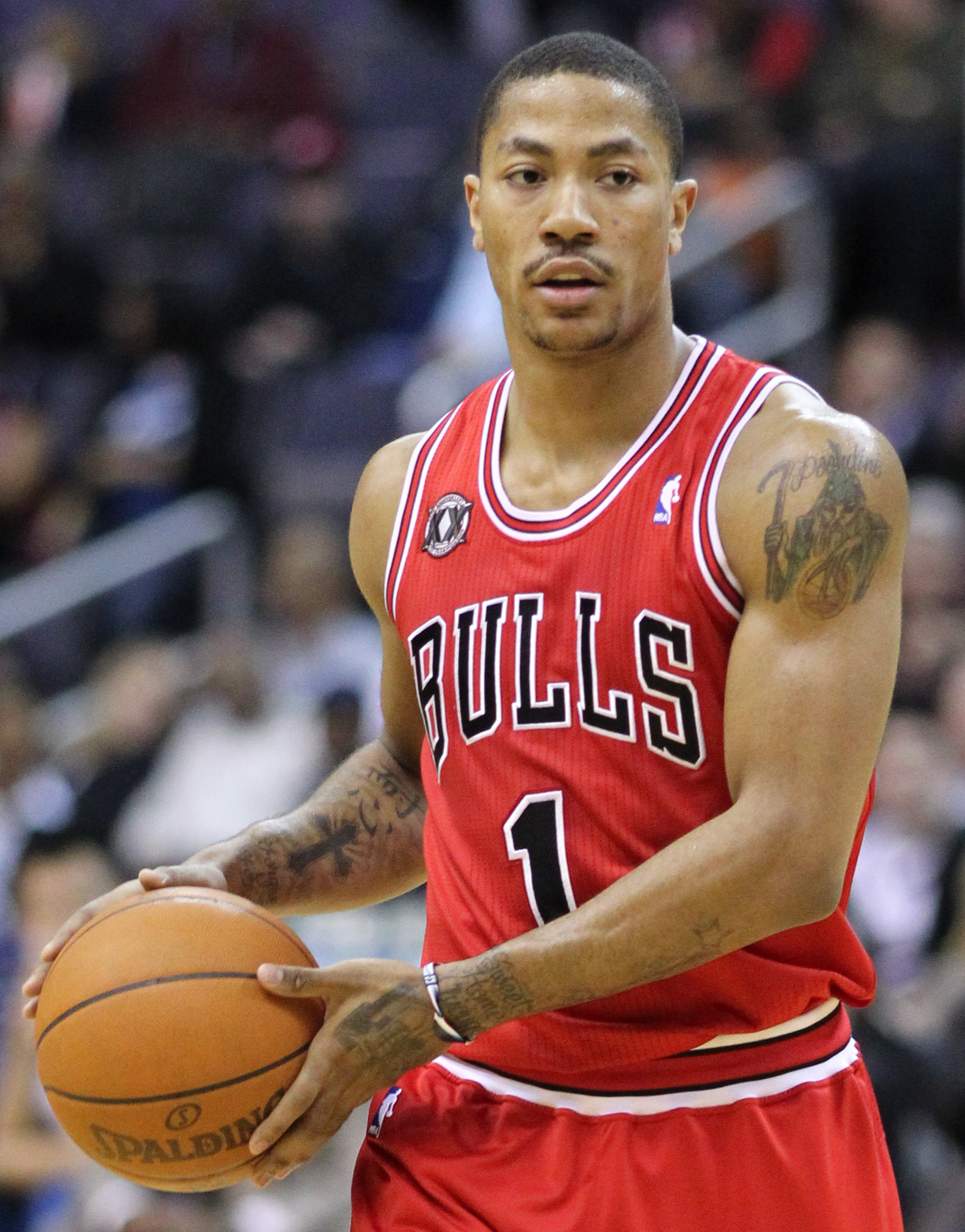
Derrick Rose, principal figura de los Bulls hasta 2016.

La temporada 2008-09 supuso un nuevo comienzo para los Chicago Bulls. Vinny Del Negro fue contratado como nuevo entrenador jefe del equipo y en el Draft de 2008 consiguieron hacerse con la elección número 1, lo que significó el segundo porcentaje más bajo con el que una franquicia ha ganado la lotería: un 1.37%. Seleccionaron al base Derrick Rose, que se convirtió pronto en la estrella del equipo.
Sin embargo, mediada la temporada no parecía claro que los Bulls fueran a mejorar la mala temporada realizada el año anterior; entonces se produjo un punto de inflexión. El 19 de febrero de 2009, Sacramento Kings traspasó a John Salmons y a Brad Miller a los Bulls a cambio de Andrés Nocioni, Drew Gooden, Michael Ruffin y Cedric Simmons. Con las nuevas incorporaciones Chicago remontó en la tabla y alcanzó la séptima plaza del Este con un balance de 41-41. Rose finalizaría la temporada como Rookie del Año.
Su rival en postemporada serían los Boston Celtics, campeones el año anterior. La serie fue especialmente igualada y emocionante, llegando a ser calificada por muchos como la mejor serie de los últimos 10 años, yéndose a los siete partidos, seis de ellos con prórrogas y con unos Bulls que tuvieron opciones hasta el final. Pero finalmente los aguerridos Bulls sucumbieron ante los vigentes campeones.
En el verano de 2009 los Bulls perdieron a Ben Gordon, que fichó por los Detroit Pistons como agente libre. Rose subió el nivel con 20,8 puntos y 6 asistencias por partido, Joakim Noah demostró grandes dotes defensivas y el novato Taj Gibson rindió a buen nivel y acabó dentro del Mejor quinteto de rookies. Durante la temporada, se traspasó a John Salmons a cambio de Hakim Warrick y Joe Alexander provenientes de Milwaukee Bucks. Además, el 18 de febrero de 2010, Tyrus Thomas fue traspasado a los Charlotte Bobcats a cambio de Ronald Murray, Acie Law y una primera ronda de draft. Esos traspasos fueron realizados con la finalidad de conseguir espacio salarial de cara a la potente agencia libre de 2010. Chicago alcanzó un récord de 41-41 por segundo año consecutivo, clasificando para la postemporada en el octavo lugar de la Conferencia Este. Los Bulls cayeron frente a los Cleveland Cavaliers, el equipo con el mejor récord de la temporada, por 4-1. Al finalizar la temporada, Del Negro fue destituido y Kirk Hinrich fue traspasado a los Washington Wizards.
De cara a la temporada 2010-11 los Chicago Bulls contrataron como entrenador jefe a Tom Thibodeau, exentrenador asistente de los Boston Celtics, reconocido por su gran trabajo defensivo. Sólo cinco jugadores siguieron en el equipo con respecto a la campaña anterior: Derrick Rose, Luol Deng, James Johnson, Taj Gibson y Joakim Noah. Con un espacio salarial suficiente para conseguir a un gran agente libre, los Bulls firmaron a Carlos Boozer por cinco años y 80 millones de dólares. Además, se integran a la plantilla C.J. Watson, Ronnie Brewer, Keith Bogans, Kyle Korver, Ömer Aşık, Kurt Thomas, Brian Scalabrine y John Lucas III.
Con un buen quinteto titular y un banquillo interesante, los Bulls prometían hacer mucho más que las últimas dos temporadas. A pesar de las lesiones que aquejaron durante gran parte de la fase regular a Boozer y Noah, los Bulls fueron el mejor equipo de la temporada con un balance de 62-20, el mejor registro de la franquicia desde 1998. Derrick Rose se convirtió en el MVP más joven de la historia de la NBA con unos promedios de 25 puntos, 7,7 asistencias, 4,1 rebotes y Thibodeau fue elegido como Entrenador del Año. En Playoffs vencieron a Indiana Pacers y Atlanta Hawks, pero fueron derrotados en las Finales de Conferencia por los Miami Heat del big-three Dwyane Wade, LeBron James y Chris Bosh.
Para la temporada 2011-12, los Bulls se hicieron con Jimmy Butler en la 30.ª posición del draft y ficharon al experimentado Richard Hamilton procedente de Detroit Pistons, además de extender el contrato de Derrick Rose por cinco años y 95 millones de dólares. Este acudiría a los All-Star Game de la NBA 2012 como el tercer más votado, detrás de Dwight Howard y Kobe Bryant. Luol Deng también acudió, siendo la primera vez desde la época de Jordan y Pippen que dos jugadores de los Bulls acudían al All-Star. Los Bulls finalizaron como primeros de la Conferencia Este y un récord de 50-16. En los playoffs se enfrentaron a Philadelphia 76ers, pero en el primer partido de la ronda, Rose sufrió una grave lesión al romperse el ligamento cruzado anterior y perdiéndose lo que restaba de temporada. Noah también se lesionó en el tercer partido, finalmente los Bulls fueron eliminados por los Sixers por 2-4, siendo la quinta vez que el primer clasificado era eliminado por el octavo.
La temporada 2012-13 se podría resumir en una palabra, lesiones, a la lesión de su máxima estrella Derrick Rose para toda la temporada se unían continuamente las de Hinrich, Hamilton, Deng, Gibson o Noah. Pese a ello obtuvieron la quinta plaza en la clasificación con un 45-37, así se enfrentaron a los reubicados Brooklyn Nets en primera ronda, serie que tuvo que irse al séptimo partido en cancha visitante, pese a ello los Bulls consiguieron ganar y pasar a Semifinales de Conferencia donde esperaban los Miami Heat. Consiguieron ganar el primer partido en Miami robando así el factor cancha pero terminarían cayendo en los siguientes partidos. Pese a la eliminación en segunda ronda muchos calificaron esta temporada como una de las mejores de la era post-Jordan, supieron luchar contra las adversidades en forma de lesiones continuas muy importantes para el equipo y obtuvieron victorias en temporada regular muy importantes, como la que cortó la racha de Miami de 27 partidos seguidos sin perder (segunda racha más larga en la historia tras los 33 de Lakers).
Para la 2013-14 lo más esperado era el retorno de Derrick Rose después de su lesión en los playoffs de la 2011-12 y con el que los Bulls pretendían volver a luchar por lo más alto. Pero tras solo 10 partidos disputados, Rose volvió a recaer y se confirmó que no volvería a jugar en lo que restaba de temporada. Para el mercado invernal, los Bulls traspasaban a Luol Deng a Cleveland Cavaliers, quedando Noah como principal referencia del equipo, y que terminaría ganando a final de temporada el galardón a mejor defensor del año. Los Bulls lograron llegar a playoffs donde fueron eliminados por Washington Wizards en el quinto partido.
Para la temporada 2014-15 los Bulls contarían con los servicios del ala-pívot Pau Gasol el ala pívot novato Nikola Mirotić los novatos Doug McDermott y Cameron Bairstow y con el base Aaron Brooks. Gracias a un equipo bien armado, los Chicago Bulls logran clasificar a la postemporada con un récord de 50-32, quedando en la tercera plaza, también con la sorpresa de que Jimmy Butler ganara el premio al Jugador Más Mejorado de la NBA, siendo el primer jugador de los Bulls en ganar dicho premio. En los playoffs, derrotaron a los Milwaukee Bucks por 4-2, quedando eliminados en las semifinales ante Cleveland Cavaliers por 2-4.
Para la temporada 2015-16, los Bulls eran firmes candidatos al título, con un Derrick Rose recuperado, un Jimmy Butler convertido en jugador franquicia, un Pau Gasol también fundamental, además de otras piezas importantes como Noah y Gibson, y de la mano de su nuevo entrenador Fred Hoiberg, después de la destitución de Tom Thibodeau. Durante la temporada, Noah sufre la desgarcia de perderse la mayor parte de la temporada por una lesión en el hombro, y donde la mayoría de los jugadores de la franquincia no pudieron responder al nivel requerido por los aficionados. Al final, los Bulls quedaran fuera de los playoffs, con un récord de 42-40 y ocupando la novena plaza, después de estar 8 años seguidos jugando en los playoffs, también siendo esta la última temporada de Derrick Rose y Joakim Noah en la franquicia de la ciudad del viento.

### 2016-presente: reconstrucción
Después de la gran decepción del equipo de chicago la temporada pasada, Fred Hoiberg renovó al equipo, dejando solo a Jimmy Butler, como jugador franquicia, junto a Taj Gibson, Nikola Mirotić, Doug McDermott, Cristiano Felicio y Bobby Portis siguiendo en el roster. Del equipo de la temporada pasada, Derrick Rose es traspasado a los New York Knicks en un traspaso que también, involucró a Justin Holiday por Robin López, José Manuel Calderón y Jerian Grant. Joakim Noah también parte al equipo de la gran manzana mediante agencia libre y Pau Gasol se marcha a San Antonio Spurs. Por otra parte, llega a los Bulls Dwyane Wade, después de pasar 14 años en el equipo de Miami Heat, Rajon Rondo, Michael Carter-Williams, Isaiah Canaan y los novatos Denzel Valentine y Paul Zipser. Con el paso de temporada, Taj Gibson y Doug McDermott fueron traspasados a Oklahoma City Thunder por Cameron Payne, Joffrey Lauvergne y Anthony Morrow. Los Bulls obtienen un récord de 41-41, con la diferencia que logran clasificarse para playoffs en la octava posición. En primera ronda, se enfrentan a los Boston Celtics, ganando los 2 primeros partidos, sin embargo, después de la lesión de Rajon Rondo, los Celitcs remontan la serie, quedando 4-2 a favor de los Celtics y dejando fuera al equipo de Chicago Bulls.
En junio de 2017, Jimmy Butler es traspasado a cambio de Zach LaVine y Kris Dunn, por lo que, las dos temporadas siguientes 17-18 y 18-19, sirven de transición en Chicago, con un balance de 27-55 y 22-60, el único aliciente es seguir la evolución del finlandés Lauri Markkanen.
[actualizar]
Durante la temporada 2020-21, el equipo se hizo con Nikola Vučević, pero terminó con un balance de 31-41, en decimoprimera posición de su conferencia, perdiéndose los playoffs por cuarto año consecutivo.
El 29 de julio de 2021, los Bulls seleccionaron al local Ayo Dosunmu con la selección número 38 en la segunda ronda del draft. El 2 de agosto de 2021, los Bulls enviaron a Tomáš Satoranský, Garrett Temple, una selección de segunda ronda de 2024 y dinero en efectivo a los New Orleans Pelicans a cambio de Lonzo Ball. Ese mismo día, los Bulls lograron fichar al agente libre y campeón de la NBA 2020 Alex Caruso después de que él y Los Angeles Lakers no lograron llegar a un acuerdo. Como parte de la misma reconstrucción de pretemporada, el 11 de agosto, los Bulls anunciaron un intercambio que envió a Thaddeus Young, Al-Farouq Aminu, una selección protegida de primera ronda y una selección de segunda ronda a los San Antonio Spurs a cambio del cuatro veces All-Star DeMar DeRozan. Termina la temporada regular con un balance de 46-36, sexto de su conferencia y clasificándose para playoffs por primera vez desde 2017. En playoffs caen en primera ronda ante Milwaukee Bucks (1-4).
De cara a la 2022-23 firmaron a Andre Drummond y Goran Dragić. El equipo finalizó décimo de su conferencia, por lo que disputó el Play-In, ganando a Toronto en el primer encuentro, pero siendo derrotado por Miami, perdiéndose así los playoffs por quinta vez en los seis últimos años.

## Trayectoria
Nota: G: Partidos ganados; P:Partidos perdidos; %:porcentaje de victorias
| Temporada     | G    | P    | %    | Play-offs                                                                                | Resultado                                                                                        |
| ------------- | ---- | ---- | ---- | ---------------------------------------------------------------------------------------- | ------------------------------------------------------------------------------------------------ |
| Chicago Bulls |      |      |      |                                                                                          |                                                                                                  |
| 1966-67       | 33   | 49   | .407 | Pierde Semifinales División                                                              | St. Louis 3, Chicago 0                                                                           |
| 1967-68       | 29   | 53   | .354 | Pierde Semifinales División                                                              | LA Lakers 4, Chicago 1                                                                           |
| 1968-69       | 33   | 49   | .402 |                                                                                          |                                                                                                  |
| 1969-70       | 39   | 43   | .476 | Pierde Semifinales División                                                              | Atlanta 4, Chicago 1                                                                             |
| 1970-71       | 51   | 31   | .622 | Pierde Semifinales División                                                              | LA Lakers 4, Chicago 3                                                                           |
| 1971-72       | 57   | 25   | .695 | Pierde Semifinales División                                                              | LA Lakers 4, Chicago 0                                                                           |
| 1972-73       | 51   | 31   | .622 | Pierde Semifinales División                                                              | LA Lakers 4, Chicago 3                                                                           |
| 1973-74       | 54   | 28   | .659 | Gana Semifinales Conferencia Pierde Finales Conferencia                                  | Chicago 4, Detroit 3 Milwaukee 4, Chicago 0                                                      |
| 1974-75       | 47   | 35   | .573 | Gana Semifinales Conferencia Pierde Finales Conferencia                                  | Chicago 4, Kansas City-Omaha 2 Golden State 4, Chicago 3                                         |
| 1975-76       | 24   | 58   | .293 |                                                                                          |                                                                                                  |
| 1976-77       | 44   | 38   | .537 | Pierde 1.ª Ronda                                                                         | Portland 2, Chicago 1                                                                            |
| 1977-78       | 40   | 42   | .488 |                                                                                          |                                                                                                  |
| 1978-79       | 31   | 51   | .378 |                                                                                          |                                                                                                  |
| 1979-80       | 30   | 52   | .366 |                                                                                          |                                                                                                  |
| 1980-81       | 45   | 37   | .549 | Gana 1.ª Ronda Pierde Semifinales Conferencia                                            | Chicago 2, New York 0 Boston 4, Chicago 0                                                        |
| 1981-82       | 34   | 48   | .415 |                                                                                          |                                                                                                  |
| 1982-83       | 28   | 54   | .341 |                                                                                          |                                                                                                  |
| 1983-84       | 27   | 55   | .329 |                                                                                          |                                                                                                  |
| 1984-85       | 38   | 44   | .463 | Pierde 1.ª Ronda                                                                         | Milwaukee 3, Chicago 1                                                                           |
| 1985-86       | 30   | 52   | .366 | Pierde 1.ª Ronda                                                                         | Boston 3, Chicago 0                                                                              |
| 1986-87       | 40   | 42   | .488 | Pierde 1.ª Ronda                                                                         | Boston 3, Chicago 0                                                                              |
| 1987-88       | 50   | 32   | .610 | Gana 1.ª Ronda Pierde Semifinales Conferencia                                            | Chicago 3, Cleveland 2 Detroit 4, Chicago 1                                                      |
| 1988-89       | 47   | 35   | .573 | Gana 1.ª Ronda Gana Semifinales Conferencia Pierde Finales Conferencia                   | Chicago 3, Cleveland 2 Chicago 4, New York 2 Detroit 4, Chicago 2                                |
| 1989-90       | 55   | 27   | .671 | Gana 1.ª Ronda Gana Semifinales Conferencia Pierde Finales Conferencia                   | Chicago 3, Milwaukee 1 Chicago 4, Philadelphia 1 Detroit 4, Chicago 3                            |
| 1990-91       | 61   | 21   | .744 | Gana 1.ª Ronda; Gana Semifinales Conferencia; Gana Finales Conferencia; Gana Finales NBA | Chicago 3, New York 0; Chicago 4, Philadelphia 1; Chicago 4, Detroit 0; Chicago 4, L.A. Lakers 1 |
| 1991-92       | 67   | 15   | .817 | Gana 1.ª Ronda; Gana Semifinales Conferencia; Gana Finales Conferencia; Gana Finales NBA | Chicago 3, Miami 0; Chicago 4, New York 3; Chicago 4, Cleveland 2; Chicago 4, Portland 2         |
| 1992-93       | 57   | 25   | .695 | Gana 1.ª Ronda; Gana Semifinales Conferencia; Gana Finales Conferencia; Gana Finales NBA | Chicago 3, Atlanta 0; Chicago 4, Cleveland 0; Chicago 4, New York 2; Chicago 4, Phoenix 2        |
| 1993-94       | 55   | 27   | .671 | Gana 1.ª Ronda Pierde Semifinales Conferencia                                            | Chicago 3, Cleveland 0 New York 4, Chicago 3                                                     |
| 1994-95       | 47   | 35   | .573 | Gana 1.ª Ronda Pierde Semifinales Conferencia                                            | Chicago 3, Charlotte 1 Orlando 4, Chicago 2                                                      |
| 1995-96       | 72   | 10   | .878 | Gana 1.ª Ronda; Gana Semifinales Conferencia; Gana Finales Conferencia; Gana Finales NBA | Chicago 3, Miami 0; Chicago 4, New York 1; Chicago 4, Orlando 0; Chicago 4, Seattle 2            |
| 1996-97       | 69   | 13   | .841 | Gana 1.ª Ronda; Gana Semifinales Conferencia; Gana Finales Conferencia; Gana Finales NBA | Chicago 3, Washington 0; Chicago 4, Atlanta 1; Chicago 4, Miami 1; Chicago 4, Utah 2             |
| 1997-98       | 62   | 20   | .756 | Gana 1.ª Ronda; Gana Semifinales Conferencia; Gana Finales Conferencia; Gana Finales NBA | Chicago 3, New Jersey 0; Chicago 4, Charlotte 1; Chicago 4, Indiana 3; Chicago 4, Utah 2         |
| 1998-99       | 13   | 37   | .260 |                                                                                          |                                                                                                  |
| 1999-00       | 17   | 65   | .207 |                                                                                          |                                                                                                  |
| 2000-01       | 15   | 67   | .183 |                                                                                          |                                                                                                  |
| 2001-02       | 21   | 61   | .256 |                                                                                          |                                                                                                  |
| 2002-03       | 30   | 52   | .366 |                                                                                          |                                                                                                  |
| 2003-04       | 23   | 59   | .280 |                                                                                          |                                                                                                  |
| 2004-05       | 47   | 35   | .573 | Pierde 1.ª Ronda                                                                         | Washington 4, Chicago 2                                                                          |
| 2005-06       | 41   | 41   | .500 | Pierde 1.ª Ronda                                                                         | Miami 4, Chicago 2                                                                               |
| 2006-07       | 49   | 33   | .598 | Gana 1.ª Ronda Pierde Semifinales Conferencia                                            | Chicago 4, Miami 0 Detroit 4, Chicago 2                                                          |
| 2007-08       | 33   | 49   | .402 |                                                                                          |                                                                                                  |
| 2008-09       | 41   | 41   | .500 | Pierde 1.ª Ronda                                                                         | Boston 4, Chicago 3                                                                              |
| 2009-10       | 41   | 41   | .500 | Pierde 1.ª Ronda                                                                         | Cleveland 4, Chicago 1                                                                           |
| 2010-11       | 62   | 20   | .756 | Gana 1.ª Ronda Gana Semifinales Conferencia Pierde Finales Conferencia                   | Chicago 4, Indiana 1 Chicago 4, Atlanta 2 Miami 4, Chicago 1                                     |
| 2011-12       | 50   | 16   | .758 | Pierde 1.ª Ronda                                                                         | Philadelphia 4, Chicago 2                                                                        |
| 2012-13       | 45   | 37   | .549 | Gana 1.ª Ronda Pierde Semifinales Conferencia                                            | Chicago 4, Brooklyn 3 Miami 4, Chicago 1                                                         |
| 2013-14       | 48   | 34   | .585 | Pierde 1.ª Ronda                                                                         | Washington 4, Chicago 1                                                                          |
| 2014-15       | 50   | 32   | .610 | Gana 1.ª Ronda Pierde Semifinales Conferencia                                            | Chicago 4, Milwaukee 2 Cleveland 4, Chicago 2                                                    |
| 2015-16       | 42   | 40   | .512 |                                                                                          |                                                                                                  |
| 2016-17       | 41   | 41   | .500 | Pierde 1.ª Ronda                                                                         | Boston 4, Chicago 2                                                                              |
| 2017-18       | 27   | 55   | .329 |                                                                                          |                                                                                                  |
| 2018-19       | 22   | 60   | .268 |                                                                                          |                                                                                                  |
| 2019-20       | 22   | 43   | .338 |                                                                                          |                                                                                                  |
| 2020-21       | 31   | 41   | .431 |                                                                                          |                                                                                                  |
| 2021-22       | 46   | 36   | .561 | Pierde 1.ª Ronda                                                                         | Milwaukee 4, Chicago 1                                                                           |
| 2022-23       | 40   | 42   | .488 |                                                                                          |                                                                                                  |
| 2023-24       | 39   | 43   | .476 |                                                                                          |                                                                                                  |
| 2024-25       | 39   | 43   | .476 |                                                                                          |                                                                                                  |
| Totales       | 2422 | 2340 | .509 |                                                                                          |                                                                                                  |
| Playoffs      | 187  | 162  | .536 | 6 Campeonatos                                                                            | 6 Campeonatos                                                                                    |

### United Center

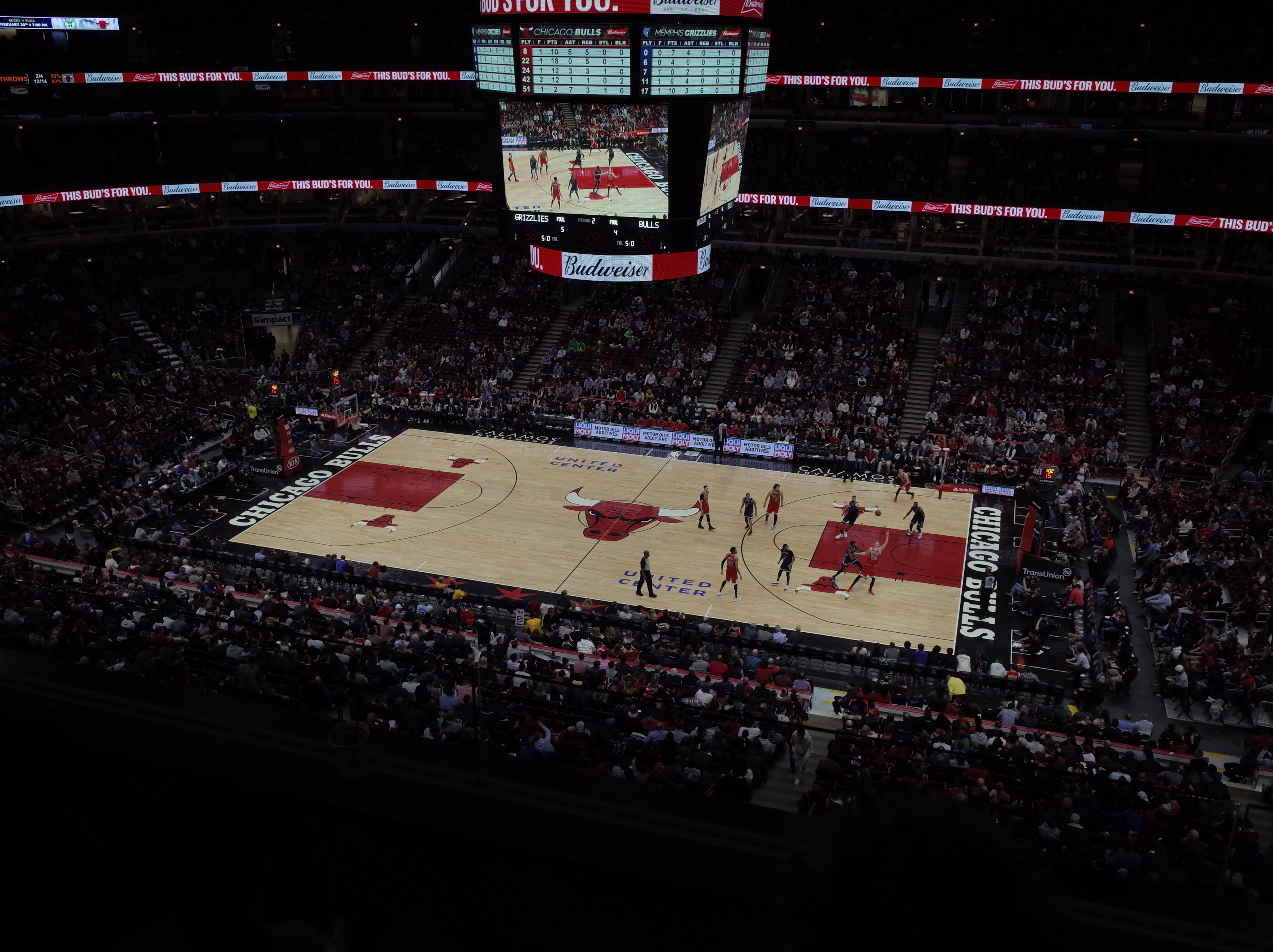
Los Bulls juegan en el United Center desde 1994.

## Pabellones

### Antiguos pabellones
- International Amphitheatre (1966-1968).
- Chicago Stadium (1968-1994).

El United Center es el actual pabellón de los Chicago Bulls. Localizado en los aledaños del Chicago Stadium, fue inaugurado el 18 de agosto de 1994. Los Bulls disputaron su primer partido oficial en su nueva casa el 4 de noviembre de ese año derrotando por 89-83 a los Charlotte Hornets.

## Jugadores

### Miembros delBasketball Hall of Fame
| Chicago Bulls Hall of Famers | Chicago Bulls Hall of Famers | Chicago Bulls Hall of Famers | Chicago Bulls Hall of Famers | Chicago Bulls Hall of Famers |
| Jugadores                    | Jugadores                    | Jugadores                    | Jugadores                    | Jugadores                    |
| N.º                          | Nombre                       | Posición                     | Periodo                      | Año                          |
| ---------------------------- | ---------------------------- | ---------------------------- | ---------------------------- | ---------------------------- |
| 42                           | Nate Thurmond                | C                            | 1974–1976                    | 1985                         |
| 8                            | George Gervin                | G/F                          | 1985–1986                    | 1996                         |
| 00                           | Robert Parish                | C                            | 1996–1997                    | 2003                         |
| 12 23 45                     | Michael Jordan 1             | G                            | 1984–1993 1995–1998          | 2009                         |
| 33                           | Scottie Pippen 2             | F                            | 1987–1998 2003–2004          | 2010                         |
| 53                           | Artis Gilmore                | C                            | 1976–1982 1987               | 2011                         |
| 91                           | Dennis Rodman                | F                            | 1995–1998                    | 2011                         |
| 25                           | Chet Walker                  | F                            | 1969–1975                    | 2012                         |
| 5                            | Guy Rodgers                  | G                            | 1966–1967                    | 2014                         |
| 7                            | Toni Kukoč                   | F                            | 1993–2000                    | 2021                         |
| 3                            | Ben Wallace                  | F/C                          | 2006–2008                    | 2021                         |
| 16                           | Pau Gasol                    | F/C                          | 2014–2016                    | 2023                         |
| 3                            | Dwyane Wade                  | G                            | 2016–2017                    | 2023                         |
| Entrenadores                 |                              |                              |                              |                              |
| Nombre                       | Nombre                       | Puesto                       | Periodo                      | Año                          |
| Phil Jackson                 | Phil Jackson                 | Asistente Entrenador         | 1987–1989 1989–1998          | 2007                         |
| 4                            | Jerry Sloan 3                | Asistente Entrenador         | 1977–1978 1979–1982          | 2009                         |
| Tex Winter                   | Tex Winter                   | Asistente                    | 1985–1999                    | 2011                         |
| Contribuyentes               |                              |                              |                              |                              |
| Nombre                       | Nombre                       | Puesto                       | Periodo                      | Año                          |
| Jerry Colangelo 4            | Jerry Colangelo 4            | Ejecutivo                    | 1966–1968                    | 2004                         |
| Jerry Reinsdorf              | Jerry Reinsdorf              | Propietario                  | 1985–present                 | 2016                         |
| Jerry Krause                 | Jerry Krause                 | General manager              | 1985–2003                    | 2017                         |
| Rod Thorn 5                  | Rod Thorn 5                  | General manager              | 1978–1985                    | 2018                         |
| Larry Costello               | Larry Costello               | Entrenador                   | 1978–1979                    | 2022                         |
| Del Harris                   | Del Harris                   | Assitente                    | 2008–2009                    | 2022                         |
| Doug Collins                 | Doug Collins                 | Entrenador                   | 1986–1989                    | 2024                         |

Notas:
- 1 En total, Jordan fue incluido en el Hall of Fame dos veces – como jugador y como miembro del Equipo Olímpico de 1992.
- 2 En total, Pippen fue incluido en el Hall of Fame dos veces – como jugador y como miembro del Equipo Olímpico de 1992.
- 3 También jugó en el equipo entre 1966–1976.
- 4 Colangelo trabajó como director de marketing, ojeador y asistente del presidente del equipo..[49]
- 5 También entrenó al equipo en 1981–1982.

### Números retirados
| 1966 – 1976 Jerry Sloan |  | 1968 – 1976 Bob Love |  | 1984 – 1993 1995 – 1998 Michael Jordan |  | 1987 – 1998 2003 – 2004 Scottie Pippen |  | Entrenador 1989 – 1998 Phil Jackson |  | Entrenador 1966 – 1968 1977 – 2009 Johnny Kerr |  | General Manager 1985 – 2003 Jerry Krause |

### Líderes estadísticos
Puntos totales temporada regular
| #                                                     | Jugador        | Temporadas                     | Promedio | Partidos | Total  |
| ----------------------------------------------------- | -------------- | ------------------------------ | -------- | -------- | ------ |
| 1                                                     | Michael Jordan | 1984 - 1993 / 1994 - 1998 (13) | 31,4     | 932      | 29.277 |
| 2                                                     | Scottie Pippen | 1987 - 1998 (11)               | 17,7     | 856      | 15.123 |
| 3                                                     | Bob Love       | 1968 - 1977 (9)                | 21,3     | 592      | 12.623 |
| 4                                                     | Luol Deng      | 2004 - 2013 (9)                | 16,1     | 637      | 10.286 |
| 5                                                     | Jerry Sloan    | 1966 - 1976 (10)               | 14,7     | 696      | 10.233 |
| 6                                                     | Chet Walker    | 1967 - 1975 (8)                | 20,6     | 474      | 9.788  |
| Nota: actualizados al término de la temporada 2018-19 |                |                                |          |          |        |

Rebotes totales temporada regular
| #                                                     | Jugador        | Temporadas                     | Promedio | Partidos | Total |
| ----------------------------------------------------- | -------------- | ------------------------------ | -------- | -------- | ----- |
| 1                                                     | Michael Jordan | 1984 - 1993 / 1994 - 1998 (13) | 6,3      | 932      | 5.836 |
| 2                                                     | Tom Boerwinkle | 1968 - 1978 (10)               | 9,0      | 636      | 5.745 |
| 3                                                     | Scottie Pippen | 1987 - 1998 (11)               | 6,7      | 856      | 5.726 |
| 4                                                     | Joakim Noah    | 2007 - 2016 (9)                | 9,4      | 572      | 5,387 |
| 5                                                     | Jerry Sloan    | 1966 - 1976 (10)               | 7,7      | 696      | 5.385 |
| 6                                                     | Artis Gilmore  | 1976 - 1982 (6)                | 11,1     | 482      | 5.342 |
| Nota: actualizados al término de la temporada 2018-19 |                |                                |          |          |       |

Asistencias totales temporada regular
| #                                                     | Jugador        | Temporadas                     | Promedio | Partidos | Total |
| ----------------------------------------------------- | -------------- | ------------------------------ | -------- | -------- | ----- |
| 1                                                     | Michael Jordan | 1984 - 1993 / 1994 - 1998 (13) | 5,4      | 932      | 5.012 |
| 2                                                     | Scottie Pippen | 1987 - 1998 (11)               | 5,3      | 856      | 4.494 |
| 3                                                     | Kirk Hinrich   | 2003 - 2010 / 2012 - 2016 (11) | 5,0      | 748      | 3.811 |
| 4                                                     | Derrick Rose   | 2008 - 2016 (7)                | 6,2      | 406      | 2.516 |
| 5                                                     | Norm Van Lier  | 1971 - 1978 (7)                | 6,9      | 535      | 3.676 |
| 6                                                     | Reggie Theus   | 1978 - 1984 (6)                | 5,6      | 441      | 2.472 |
| Nota: actualizados al término de la temporada 2018-19 |                |                                |          |          |       |

## Gestión

### General Managers
| GM                 | Periodo       |
| ------------------ | ------------- |
| Dick Klein         | 1967–1969     |
| Pat Williams       | 1969–1973     |
| Dick Motta         | 1973–1976     |
| Jerry Krause       | 1976          |
| Jon Kovler         | 1976–1978     |
| Rod Thorn          | 1978–1985     |
| Jerry Krause       | 1985–2003     |
| John Paxson        | 2003–2009     |
| Gar Forman         | 2009–2020     |
| Artūras Karnišovas | 2020          |
| Marc Eversley      | 2020–presente |

## Premios
| MVP de la Temporada - Michael Jordan - 1988, 1991, 1992, 1996, 1998 - Derrick Rose - 2011 Mejor Defensor - Michael Jordan - 1988 - Joakim Noah - 2014 Rookie del Año - Michael Jordan - 1985 - Elton Brand - 2000 (Co-Rookie del Año) - Derrick Rose - 2009 Mejor Sexto Hombre - Toni Kukoč - 1996 - Ben Gordon - 2005 Jugador Más Deportivo - Luol Deng - 2007 Jugador Más Mejorado - Jimmy Butler - 2015 MVP del All-Star Game - Michael Jordan - 1988, 1996, 1998 - Scottie Pippen - 1994 MVP de las Finales de la NBA - Michael Jordan - 1991, 1992, 1993, 1996, 1997, 1998 Mejor Entrenador del Año - Johnny Kerr - 1967 - Dick Motta - 1971 - Phil Jackson - 1996 - Tom Thibodeau - 2011 Ejecutivo del Año - Jerry Krause - 1988, 1996 - Gar Forman - 2011 Premio Hustle - Thaddeus Young - 2021 - Alex Caruso - 2024 | Mejor quinteto de la NBA - Michael Jordan - 1987, 1988, 1989, 1990, 1991, 1992, 1993, 1996, 1997, 1998 - Scottie Pippen - 1994, 1995, 1996 - Derrick Rose - 2011 - Joakim Noah - 2014 Segundo mejor quinteto de la NBA - Bob Love - 1971, 1972 - Norm Van Lier - 1974 - Michael Jordan - 1985 - Scottie Pippen - 1992, 1997 - Pau Gasol - 2015 - DeMar DeRozan - 2022 Tercer mejor quinteto de la NBA - Scottie Pippen - 1993, 1998 Mejor quinteto defensivo - Jerry Sloan - 1969, 1972, 1974, 1975 - Norm Van Lier - 1974, 1976, 1977 - Michael Jordan - 1988, 1989, 1990, 1991, 1992, 1993, 1996, 1997, 1998 - Scottie Pippen - 1992, 1993, 1994, 1995, 1996, 1997, 1998, 1999 - Dennis Rodman - 1996 - Joakim Noah - 2013, 2014 - Alex Caruso - 2023 Segundo mejor quinteto defensivo - Jerry Sloan - 1970, 1971 - Norm Van Lier - 1972, 1973, 1975, 1978 - Bob Love - 1972, 1974, 1975 - Artis Gilmore - 1978 - Scottie Pippen - 1991 - Horace Grant - 1993, 1994 - Kirk Hinrich - 2007 - Ben Wallace - 2007 - Joakim Noah - 2011 - Luol Deng - 2012 - Jimmy Butler - 2014, 2015 - Alex Caruso - 2024 | Mejor quinteto de rookies - Erwin Mueller - 1967 - Clifford Ray - 1972 - Scott May- 1977 - Reggie Theus - 1979 - David Greenwood - 1980 - Quintin Dailey - 1983 - Michael Jordan - 1985 - Charles Oakley - 1986 - Elton Brand - 2000 - Kirk Hinrich - 2004 - Luol Deng - 2005 - Ben Gordon - 2005 - Derrick Rose - 2009 - Taj Gibson - 2010 - Nikola Mirotić - 2015 - Lauri Markkanen - 2018 Segundo mejor quinteto de rookies - Stacey King - 1990 - Toni Kukoč - 1994 - Ron Artest - 2000 - Marcus Fizer - 2001 - Jay Williams - 2003 - Tyrus Thomas - 2007 - Coby White - 2020 - Patrick Williams - 2021 - Ayo Dosunmu - 2022 |

## Tradiciones

### Presentación de los quintetos iniciales
Los Chicago Bulls fueron el primer equipo de la NBA en oscurecer el pabellón durante la presentación de los quintetos titulares, tradición que siguieron otros equipos de la liga. Durante la época del dominio de los Bulls, las presentaciones de los jugadores se hicieron famosas en el mundo entero. El locutor iba anunciando a los jugadores de los Bulls con la canción "Sirius" de The Alan Parsons Project, durante los seis años que consiguieron el anillo de campeones, y previamente había presentado al equipo rival con el tema de Pink Floyd "On the Run". Era entonces cuando todas las luces se apagaban y salía el quinteto titular de Chicago a la cancha, siendo el primero en hacerlo el alero, seguido del ala-pívot, el pívot, el base y finalmente el escolta, lo cual significó que el primero en salir en los seis años que ganaron el campeonato fuera Scottie Pippen y el último Michael Jordan (los dos únicos jugadores que han participado de todos los títulos de los Bulls).

### Zapatillas negras
Los Bulls tienen una tradición no oficial que consiste en llevar zapatillas negras en los playoffs, que data del año 1989, cuando recurrieron a este tipo de calzado por primera vez. Tras un largo paréntesis de seis años sin ir a la fase final del campeonato, en la temporada 2004-05 retomaron la tradición.

### Cintas en la cabeza
El equipo tiene también la norma interna de no permitir llevar cintas en el pelo. Esta regla se rompió con Ben Wallace en la temporada 2006-07, pero el entrenador Skiles ya advirtió de que solamente se le permitiría llevarla durante esa temporada y la siguiente. Casi la tercera parte de los equipos de la liga tienen normas similares. Desde la temporada 21-22 es Alex Caruso el jugador que luce también una cinta en la cabeza.